# 马扩
马扩（？—1152年1月31日），字子充，熙州狄道（今甘肃临洮）人。 

## 生平
父马政，母田氏。政和八年（1118年）考取武举，赐武举上舍出身，授承节郎、京西北路武士教谕。宣和二年（1120年）九月，随父出使金国。后力主抗金。五年（1123年）三月五日，面见徽宗，面陈本朝兵威不立故也，特除武翼大夫、忠州刺史兼阁门宣赞舍人。六月，转武功大夫、和州防御使。
靖康二年（1127年）在真定（今河北正定）西山和尚祠被俘，金军右副元帅完颜宗望赦之，欲授官职，扩辞不受。宗望准其設置酒店過活。
建炎二年，马扩拥戴徽宗子信王趙榛（实为燕人赵恭冒称），在五马山（今河北赞皇县东）筑寨抗金。三月，受信王所遣赴行在乞兵。四月，至东京见留守宗泽，随即赴行在见高宗，特迁拱卫大夫、利州观察使、枢密院副都承旨、河外兵马都元帅府马步军都总管，上奏四事于高宗，请朝廷用人不疑，高宗从之。五月，率乌合之兵北进，诏令不准一人一骑渡河，会金兵南侵，受东京留守宗泽节制，屯兵大名府，直取洺州、赵州和真定府。七月，金军三路大军陷五马山寨。十月，马扩转攻清平（今山东临清），与金右副元帅完颜宗辅大军战于城南。兵敗後至扬州，上疏待罪，诏降三官为右武大夫、和州防御使，罢军职。三年三月，复拱卫大夫、利州观察使、充枢密都承旨兼知镇江府事。四月，以在苗刘之变中往来其间为由，停官永州居住。绍兴元年（1131年），降授右武大夫、和州防御使，许自便。二年（1132年），为河南二广安抚司都统制兼参议官，不久弃官归。三年（1133年），为江淮荆浙诸军事都督府参议官。四年（1134年）九月，受都督川陕荆襄诸军事赵鼎所荐，充差川陕荆襄都督府详议官。十月，引见上殿应答称旨，复拱卫大夫、利州观察使、枢密副都承旨兼行宫留守司参议官。十二月，被旨发赴平江府扈从车驾，知枢密院事张浚推荐马扩为江南西路沿江水军制置副使、驻守镇江府，后改屯军武昌。
晚年官亲卫大夫、利州观察使。七年（1137年）二月，知鼎州。八年（1138年），任荆湖南路马步军副总管。十一年（1141年）五月，乞宫观。二十一年十二月己丑卒。

## 作品
著有《茅斋自叙》、《续自叙》等。